# Mecynotarsus candidus
Mecynotarsus candidus är en skalbaggsart som beskrevs av Leconte 1875. Mecynotarsus candidus ingår i släktet Mecynotarsus och familjen kvickbaggar. Inga underarter finns listade i Catalogue of Life.